# Linus Videll
Björn Linus Videll (* 5. Mai 1985 in Stockholm) ist ein schwedischer Eishockeyspieler, der seit Mai 2021 bei Djurgården Hockey in der Svenska Hockeyligan unter Vertrag steht.

## Karriere
Linus Videll begann seine Karriere als Eishockeyspieler in der Nachwuchsabteilung von AIK Solna, in der er bis 2002 aktiv war. Die Saison 2002/03 begann der Flügelspieler in der Nachwuchsabteilung von Brynäs IF, ehe er innerhalb der höchsten U20-Junioren-Spielklasse Schwedens zum Södertälje SK wechselte. Für die Profimannschaft des Södertälje SK spielte er von 2003 bis 2011 insgesamt acht Jahre lang. Überwiegend spielte er für das Team in der Elitserien, der höchsten schwedischen Spielklasse. Einzig in der Saison 2006/07 musste er mit seiner Mannschaft in der zweitklassigen HockeyAllsvenskan antreten, jedoch gelang ihm mit dem SSK der direkte Wiederaufstieg in die Elitserien. Parallel zum Spielbetrieb mit dem Södertälje SK, stand er von 2004 bis 2006 als Leihspieler für die Zweitligisten Halmstad Hammers und AIK Solna auf dem Eis.
Nach dem erneuten Abstieg mit Södertälje begann Videll die Saison 2011/12 bei seinem Heimatverein AIK Solna. Für diesen erzielte er in 14 Spielen fünf Tore und sieben Vorlagen in der Elitserien, ehe er im Oktober 2011 vom HK Jugra Chanty-Mansijsk aus der Kontinentalen Hockey-Liga verpflichtet wurde. Der AIK erhielt im Gegenzug eine Entschädigung von 3, 5 Millionen Schwedische Kronen.
Ende Dezember 2012 wurde der Vertrag mit Videll vorzeitig aufgelöst. Wenige Tage später wurde er dann von Sewerstal Tscherepowez unter Vertrag genommen.
In der 2013/14 erzielte Videll für Sewerstal 10 Tore und 17 Assists in 52 Spielen. Am 9. Mai 2014 unterzeichnete er einen besser dotierten Vertrag beim HK Donbass Donezk. Da der HK Donbass den Spielbetrieb aufgrund der Lage in der Ukraine einstellte, wurde dieser Vertrag ungültig und Videll wechselte im September 2014 für ein Jahr zu Dinamo Riga.
Ab Juni 2015 stand er bei Torpedo Nischni Nowgorod unter Vertrag und erzielte für Torpedo in 54 KHL-Partien 33 Scorerpunkte. Im September 2016 wechselte er innerhalb der KHL zum neu gegründeten chinesischen Teilnehmer Kunlun Red Star.
In der Saison 2017/18 spielte Videll für den HK Traktor Tscheljabinsk, ehe er im Mai 2018 zu Dinamo Riga zurückkehrte. Für Dinamo erzielte er in der Saison 2018/19 jeweils 24 Tore und Assists und stellte damit einen persönlichen Bestwert für die KHL auf. Ende Oktober 2019 erhielt er einen Vertrag bei Barys Nur-Sultan und absolvierte für den Klub aus der kasachischen Hauptstadt Astana insgesamt 107 KHL-Partien, in denen er 75 Scorerpunkte erzielte. Nach der Saison 2020/21 kehrte er nach Schweden zurück und wurde im Mai 2021 von Djurgården Hockey aus der Svenska Hockeyligan unter Vertrag genommen.

### International
Für Schweden nahm Videll an der U18-Junioren-Weltmeisterschaft 2003 und der U20-Junioren-Weltmeisterschaft 2005 teil.

## Erfolge und Auszeichnungen
- 2007 Aufstieg in die Elitserien mit dem Södertälje SK
- 2019 Nominiert für das KHL All-Star Game

## Karrierestatistik

### International
(Legende zur Spielerstatistik: Sp oder GP = absolvierte Spiele; T oder G = erzielte Tore; V oder A = erzielte Assists; Pkt oder Pts = erzielte Scorerpunkte; SM oder PIM = erhaltene Strafminuten; +/− = Plus/Minus-Bilanz; PP = erzielte Überzahltore; SH = erzielte Unterzahltore; GW = erzielte Siegtore; 1 Play-downs/Relegation; Kursiv: Statistik nicht vollständig)